# Expropriere
Exproprierea reprezintă acea operațiune juridică care are ca efecte principale trecerea forțată a unui bun din proprietatea privată în proprietatea publică, în vederea executării unor lucrări de utilitate publică, precum și plata unor despăgubiri.
Spre deosebire de expropriere, confiscarea este acea activitate a statului prin care individului i se impun anumite limite în exercitarea dreptului de proprietate, fără plata unor despăgubiri.

## Exproprieri parțiale
Potrivit lui Richard Epstein, toate reglementările nu sunt altceva decât exproprieri parțiale ale proprietății, pentru care proprietarul restricționat în drepturile sale ar trebui să primească compensări.

### Exemple de exproprieri parțiale
1. reglementarea folosirii terenlui se poate limita la rezidențial, comercial sau industrial;
2. statul poate limita folosirea unui astfel de teren;
3. statul poate restricționa anumite tipuri de activități;
4. poate specifica minimul suprafeței unui teren, fundației și maximul de înălțime;
5. poate desemna anumite structuri ca fiind punct de reper și poate insista ca demolarea parțială sau totală să nu fie făcută decât cu aprobarea anumitor comisii;
6. reglementările pot limita bunurile ce pot fi comercializate, cât și prețurile pentru acestea.

## Condiții ale exproprierii
Pentru Epstein, exproprierea se realizează ori de câte ori sunt îndeplinite următoarele condiții:
1. Proprietatea în cauză trebuie să fie egală ca valoare atât pentru proprietarul bunului[2], cât și pentru cel ce dorește să îl deposedeze[3];
2. Exproprierea trebuie să se realizeze printr-un act direct, fără intervenția unei terțe persoane;
3. Exproprierea poate să vizeze atât întregul bun cât și doar o parte a acestuia;
4. Exproprierea poate fi deliberată sau conștientă.

## Impozitele și alte reglementări ale statului în raport cu exproprierea
În formularea pe care o propune Richard Epstein, "toate reglementările, toate impozitele și toate modificările regulilor răspunderii sunt exproprieri ale proprietății private, prima facie, compensabile de guvernământ".
Aceste trei forme de activități ale Guvernului pot fi privite distinct de problema exproprierii proprietății private.

## Compensații
Diferența esențială dintre exproprieri și reglementări se relizează la nivelul compensațiilor: în timp ce în cazul exproprierii despăgubirea se face proporțional cu valoarea imobilului expropriat, în cazul reglementărilor, compensarea este implicită. Reglementările întâmpină dificultăți în cazul în care compensațiile nu sunt prezente nici măcar implicit.